# La Trinidad, Argentina
La Trinidad är en ort i Argentina.   Den ligger i provinsen Tucumán, i den norra delen av landet, 1 100 km nordväst om huvudstaden Buenos Aires. La Trinidad ligger 348 meter över havet och antalet invånare är 4 274.
Terrängen runt La Trinidad är platt, och sluttar österut. Närmaste större samhälle är Aguilares, 10,2 km väster om La Trinidad.
Trakten runt La Trinidad består till största delen av jordbruksmark. Runt La Trinidad är det ganska glesbefolkat, med 25 invånare per kvadratkilometer.